# 67712 Kimotsuki
67712 Kimotsuki è un asteroide della fascia principale. Scoperto nel 2000, presenta un'orbita caratterizzata da un semiasse maggiore pari a 2,2647119 UA e da un'eccentricità di 0,1259907, inclinata di 3,94005° rispetto all'eclittica.